# Marina Czeczniewa
Marina Pawłowna Czeczniewa (ros. Марина Павловна Чечнева, ur. 15 sierpnia 1922 we wsi Protasowo w obwodzie orłowskim, zm. 12 stycznia 1984 w Moskwie) – radziecka pilotka wojskowa, major lotnictwa, Bohater Związku Radzieckiego (1946).

## Życiorys
Skończyła szkołę średnią i w 1939 moskiewski aeroklub, pracowała jako lotnik-instruktor w aeroklubie, od 1942 należała do WKP(b), od lutego 1942 służyła w Armii Czerwonej. 
Od maja 1942 walczyła w wojnie z Niemcami, dowodziła eskadrą 46 gwardyjskiego pułku nocnych bombowców 325 Nocnej Bombowej Dywizji Lotniczej 4 Armii Powietrznej 2 Frontu Białoruskiego mając stopień kapitana, wykonała 810 nalotów bombowych na wojska wroga. W 1945 została przeniesiona do rezerwy w stopniu majora, w 1963 ukończyła Wyższą Szkołę Partyjną przy KC KPZR, była zastępcą przewodniczącego Towarzystwa Przyjaźni Radziecko-Bułgarskiej i członkiem Prezydium Radzieckiego Komitetu Weteranów Wojny oraz Komitetu Kobiet Radzieckich. Została pochowana na Cmentarzu Kuncewskim.

## Odznaczenia
- Złota Gwiazda Bohatera Związku Radzieckiego (15 maja 1946)
- Order Lenina (15 maja 1946)
- Order Czerwonego Sztandaru (dwukrotnie - 9 września 1942 i 7 marca 1945)
- Order Wojny Ojczyźnianej I klasy (30 października 1943)
- Order Wojny Ojczyźnianej II klasy (30 czerwca 1944)
- Order Czerwonej Gwiazdy (trzykrotnie - 19 kwietnia 1943, 1 września 1953 i 22 lutego 1968)

I medale.